# Giải vô địch bóng đá nữ Đông Nam Á 2012
Giải vô địch bóng đá nữ Đông Nam Á 2012 (AFF Women's Championship 2012) tổ chức tại Thành phố Hồ Chí Minh, Việt Nam từ ngày 13 tháng 9 đến ngày 22 tháng 9 năm 2012. Tất cả các trận diễn ra ở sân vận động Thống Nhất.

## Vòng bảng
Tất cả thời gian được liệt kê là giờ địa phương (UTC+7).

### Bảng A
| Đội         | Tr | T | H | B | BT | BB | HS  | Đ |
| ----------- | -- | - | - | - | -- | -- | --- | - |
| Việt Nam    | 3  | 3 | 0 | 0 | 16 | 3  | +13 | 9 |
| Myanmar     | 3  | 2 | 0 | 1 | 15 | 2  | +13 | 6 |
| Philippines | 3  | 1 | 0 | 2 | 9  | 9  | 0   | 3 |
| Singapore   | 3  | 0 | 0 | 3 | 2  | 28 | –26 | 0 |

| Myanmar                                       | 3 – 0    | Philippines |
| --------------------------------------------- | -------- | ----------- |
| San San Maw 5', 82' (ph.đ.) · Nilar Myint 38' | Chi tiết |             |

| Việt Nam | 10 – 0   | Singapore |
| --- | -------- | --------- |
| Nguyễn Thị Muôn 7', 18', 24', 40' · Nguyễn Thị Hòa 9' · Nguyễn Thị Minh Nguyệt 49', 54', 63' · Nguyễn Thị Tuyết Dung 55' · Nguyễn Thị Xuyến 76' | Chi tiết |           |

| Philippines    | 2 – 4    | Việt Nam                                                                                           |
| -------------- | -------- | -------------------------------------------------------------------------------------------------- |
| Cooke 53', 89' | Chi tiết | Nguyễn Thị Muôn 17' · Nguyễn Thị Kim Tiến 25' · Lê Thu Thanh Hương 61' · Nguyễn Thị Tuyết Dung 66' |

| Singapore | 0 – 11   | Myanmar |
| --------- | -------- | --- |
|           | Chi tiết | Khin Moe Wai 6', 13', 58' · San San Maw 24', 44' · Nilar Myint 19', 41' · Yee Yee Oo 45+1', 69' · Baker 81' (l.n.) · Thidar Oo 87' |

| Myanmar         | 1 – 2    | Việt Nam                                           |
| --------------- | -------- | -------------------------------------------------- |
| San San Maw 38' | Chi tiết | Trần Thị Kim Hồng 8' (ph.đ.) · Chương Thị Kiều 77' |

| Philippines                                                                     | 7 – 2    | Singapore         |
| ------------------------------------------------------------------------------- | -------- | ----------------- |
| Cooke 37', 55', 57' · P. Impelido 19' · Magdolot 75' · Nierras 76' · Komarc 90' | Chi tiết | Kamaliah 71', 77' |

### Bảng B
| Đội      | Tr | T | H | B | BT | BB | HS | Đ |
| -------- | -- | - | - | - | -- | -- | -- | - |
| Thái Lan | 2  | 2 | 0 | 0 | 7  | 0  | +7 | 6 |
| Lào      | 2  | 1 | 0 | 1 | 3  | 5  | –2 | 3 |
| Malaysia | 2  | 0 | 0 | 2 | 2  | 7  | –5 | 0 |

| Thái Lan                                                 | 4 – 0    | Malaysia |
| -------------------------------------------------------- | -------- | -------- |
| Seesraum 10' · Romyen 31' · Boothduang 75' · Chawong 84' | Chi tiết |          |

| Malaysia                    | 2 – 3    | Lào                                                   |
| --------------------------- | -------- | ----------------------------------------------------- |
| Masutrah 41' · Zaryatie 79' | Chi tiết | Phongoudom 6' · Phayvanh 19' · Phonharath 80' (ph.đ.) |

| Thái Lan                                 | 3 – 0    | Lào |
| ---------------------------------------- | -------- | --- |
| Maijerern 6' · Dangda 35' · Seesraum 82' | Chi tiết |     |

## Vòng đấu loại trực tiếp

### Bán kết
| Việt Nam | 7 – 0    | Lào |
| --- | -------- | --- |
| Nguyễn Thị Minh Nguyệt 5', 66' · Nguyễn Thị Muôn 15', 18' · Nguyễn Thị Hòa 68', 72' · Lê Thu Thanh Hương 77' | Chi tiết |     |

| Thái Lan | 0 – 1    | Myanmar         |
| -------- | -------- | --------------- |
|          | Chi tiết | San San Maw 67' |

### Tranh hạng ba
| Lào          | 1 – 14   | Thái Lan |
| ------------ | -------- | --- |
| Phayvanh 44' | Chi tiết | Seesraum 2', 8', 66', 81' · Thongsombut 13', 20' · Chawong 36' · Sungngoen 63', 64', 90' · Maijarern 79' · Sritala 70' · Dangda 83', 85' |

### Chung kết
| Việt Nam                                                                        | 0 – 0 (s.h.p.) | Myanmar                                                     |
| ------------------------------------------------------------------------------- | -------------- | ----------------------------------------------------------- |
|                                                                                 | Chi tiết       |                                                             |
| Loạt sút luân lưu                                                               |                |                                                             |
| Trần Thị Kim Hồng · Lê Thị Thương · Nguyễn Thị Minh Nguyệt · Lê Thu Thanh Hương | 4 – 3          | Myint Aye · Phu Pwint · Nilar Myint · Moe Wai · Khin Marlar |

## Vô địch
| Vô địch bóng đá nữ Đông Nam Á 2012 |
| ---------------------------------- |
| Việt Nam Lần thứ 2                 |

## Danh sách cầu thủ ghi bàn
7 bàn
- Nguyễn Thị Muôn

6 bàn
- San San Maw
- Junpen Seesraum

5 bàn
- Heather Cooke
- Nguyễn Thị Minh Nguyệt

3 bàn
| - Khin Moe Wai - Nilar Myint | - Kanjana Sungngoen - Taneekarn Dangda | - Nguyễn Thị Hòa |  |

2 bàn
| - Souphavanh Phayvanh - Kamaliah Hashim - Yee Yee Oo | - Chidtawan Chawong - Anootsara Maijerern - Rattikan Thongsombut | - Nguyễn Thị Tuyết Dung - Lê Thu Thanh Hương |

1 bàn
| - Keota Phongoudom - Suchitta Phonharath - Masturah Majid - Zaryatie Zakaria - Thidar Oo - Abigail Komarc | - Patrice Impelido - Marice Magdolot - Samantha Nierras - Wilaiporn Boothduang - Nisa Romyen - Duangnapa Sritala | - Chương Thị Kiều - Nguyễn Thị Kim Tiến - Nguyễn Thị Xuyến - Trần Thị Kim Hồng |

phản lưới nhà
- Shida Baker (gặp Myanmar)